# Laia Aleixandri
Laia Aleixandri (født 25. august 2000) er en kvindelig spansk fodboldspiller, der spiller midtbane for Manchester City i FA Women's Super League og Spaniens kvindefodboldlandshold. 
Hun fik sin officielle debut på det spanske landshold i 17. maj 2019 mod Cameroun, hvor hun scorede ovenikøbet scorede. Aleixandri var dog ikke med i den endelige trup ved VM i fodbold 2019 i Frankrig. Hun blev også udtaget til landstræner Jorge Vildas officielle trup mod EM i fodbold for kvinder 2022 i England.
Den 13. juli 2020 skrev hun under på en to-årig kontrakt med den engelske storklub Manchester United i FA Women's Super League.
I januar 2020 blev hun udnævnt af UEFA, som en af de 10 mest lovende kvindelig fodboldtalenter i Europa.